# San Gabriele (film)
San Gabriele, noto anche come Gabriele o Gabriel, è un film del 2001 diretto da Maurizio Angeloni.
La pellicola narra la vita di san Gabriele dell'Addolorata, al secolo Francesco Possenti.